# مستشار الجامعة
المستشار هو قائد كلية أو جامعة، وعادة ما يكون رئيسًا تنفيذيًا أو شرفيًا للجامعة أو حرمًا جامعيًا داخل نظام جامعي.
في معظم دول الكومنولث ودول الكومنولث السابقة، يكون المستشار عادة رئيسًا غير مقيم رسميًا للجامعة. في مثل هذه المؤسسات، يكون الرئيس التنفيذي للجامعة هو نائب رئيس الجامعة، والذي قد يحمل لقبًا إضافيًا مثل الرئيس (على سبيل المثال "الرئيس ونائب المستشار"). قد يعمل المستشار كرئيس لمجلس الإدارة؛ إذا لم يكن الأمر كذلك، فغالبًا ما يتولى هذا الواجب رئيس قد يُعرف بأنه مؤيد للمستشار.
في العديد من البلدان، يُعرف الرئيس الإداري والتعليمي للجامعة باسم الرئيس أو المدير أو رئيس الجامعة. في الولايات المتحدة. في أنظمة الجامعات الأمريكية التي لديها أكثر من جامعة أو حرم جامعي واحد تابع، قد يكون للرئيس التنفيذي لحرم جامعي معين لقب رئيس الجامعة ويكون مسؤولاً أمام رئيس النظام ككل، أو العكس.